# Джон Ґайґер (веслувальник)
Джон Ґайґер (англ. John Geiger, 28 березня 1873 — 6 грудня 1956) — американський академічний веслувальник.
Олімпійський чемпіон 1900 року в складі вісімки.